# انخماد انتشاري
في النظرية الكونية الحديثة، الانخماد الانتشاري، المعروف أيضًا باسم انخماد الفوتونات الانتشاري، هو عملية فيزيائية تقلل من عدم المساواة (تباين الخواص) في كثافة الكون المبكر، ما يجعل الكون وإشعاع الخلفية الكونية الميكروي (سي إم بي) أكثر توحدًا. بعد نحو 300 ألف سنة من الانفجار العظيم، خلال فترة إعادة الاندماج، انتقلت الفوتونات المنتشرة من المناطق الساخنة في الفضاء إلى المناطق الباردة، ما عادل درجات حرارة في هذه المناطق. أدى هذا التأثير، إلى جانب التذبذبات الصوتية الباريونية وتأثير دوبلر وتأثيرات الجاذبية على الإشعاع الكهرومغناطيسي، في النهاية إلى تكون المجرات وعناقيد المجرات، التي تمثل الهياكل السائدة الضخمة المرصودة في الكون. إنه انخماد ناتج عن الانتشار وليس للانتشار نفسه.
تُحسب قوة الانخماد الانتشاري بواسطة تعبير رياضي لعامل الانخماد، الذي يبرز في معادلة بولتزمان، وهي معادلة تصف اتساع الاضطرابات في سي إم بي. تعتمد قوة الانخماد الانتشاري بشكل أساسي على المسافة التي تقطعها الفوتونات قبل أن تتشتت (طول الانتشار). تنبع التأثيرات الأساسية على طول الانتشار من خصائص البلازما المعنية: قد تختبر أنواع مختلفة من البلازما أنواعًا مختلفة من انخماد الانتشار. قد يؤثر تطور البلازما أيضًا على عملية الانخماد. يُطبق على مقياس عملية انخماد الانتشار اسم مقياس سيلك وتتوافق قيمته مع حجم المجرات في الوقت الحاضر. تُسمى الكتلة الموجودة في مقياس سيلك كتلة سيلك وتتوافق مع كتلة المجرات.

## مقدمة
حدث الانخماد الانتشاري قبل نحو 13.8 مليار سنة، خلال مرحلة من الكون المبكر تُسمى مرحلة إعادة الاندماج أو انفصال الإشعاع والمادة. حدثت هذه المرحلة بعد نحو 320000 سنة من الانفجار العظيم. هذا يعادل انزياحًا أحمر يساوي z = 1090 تقريبًا. كانت فترة إعادة الاندماج المرحلة التي بدأت خلالها الذرات الخفيفة، مثل الهيدروجين والهيليوم بالتشكل في حساء البلازما الساخن جدًا والآخذ بالبرود المُكون من البروتونات والإلكترونات والفوتونات التي شكلت الكون. قبل فترة إعادة الاندماج، كان هذا الحساء معتمًا إلى حد كبير لفوتونات الإشعاع الكهرومغناطيسي. عنى هذا أن الفوتونات النشطة تعرضت للتشتت بشكل دائم من قبل الإلكترونات والفوتونات في كثير من الأحيان لدرجةٍ منعتها من قطع مسافات بعيدة في خطوط مستقيمة. خلال فترة إعادة الاندماج، برد الكون بسرعة في حين التُقطت الإلكترونات الحرة بواسطة الأنوية الذرية. تشكلت الذرات من الأجزاء المكونة لها وأصبح الكون شفافًا: انخفض مقدار تشتت الفوتونات بشكل كبير وبالتالي أصبح من الممكن لها الانتشار (الانتقال) لمسافات أكبر بكثير. لم يكن هناك انخماد انتشاري كبير للإلكترونات، التي لم تستطع الانتشار بقدر ما انتشرت الفوتونات في ظروف مماثلة. بالتالي فإن الانخماد الانتشاري للإلكترونات لا يكاد يُذكر مقارنةً بذلك الخاص بالإلكترونات.
أدت الاضطرابات الصوتية لتقلبات الكثافة الأولية في الكون إلى تسخين بعض مناطق الفضاء وزيادة كثافتها أكثر من المناطق أخرى. يُطلق على هذه الاختلافات في درجة الحرارة والكثافة اسم تباينات في الخواص. انتشرت الفوتونات من مناطق البلازما الساخنة والكثيفة جدًا إلى المناطق الباردة والأقل كثافة: سحبت هذا الفوتونات البروتونات والإلكترونات معها: إذ دفعت الفوتونات الإلكترونات أثناء تحركها، التي جذبت البروتونات بواسطة قوة كولوم. أدى هذا إلى معادلة درجات الحرارة والكثافة في المناطق الحارة والباردة وأصبح الكون أقل تباينًا في خواصه (مختلفًا في ميزاته) وأكثر توحدًا (متماثلًا في ميزاته). هذا الانخفاض في التباين هو الانخماد الانتشاري. بالتالي فإن الانتشار أخمد تباين درجات الحرارة والكثافة في الكون المبكر. مع خروج المادة الباريونية (البروتونات والإلكترونات) مع الفوتونات من المناطق الكثيفة؛ اخمِدت التفاوتات في درجة الحرارة والكثافة كظوميًا. هذا يعني أن نسب الفوتونات إلى الباريونات ظلت ثابتةً أثناء عملية الانخماد.
وُصف انتشار الفوتونات لأول مرة في بحث نشره جوزيف سيلك عام 1968 في المجلة الفيزيائية الفلكية بعنوان «إشعاع الجسم الأسود الكوني وتشكل المجرات». بالتالي، يُسمى الانخماد الانتشاري أحيانًا انخماد سيلك على الرغم من أن هذا المصطلح قد ينطبق فقط على سيناريو واحد محتمل للانخماد. وهكذا سُمي انخماد سيلك نسبةً لمكتشفه.

## المقدار
يُحسب مقدار الانخماد الانتشاري كعامل انخماد أو عامل قمع، المُمثل بالرمز {\displaystyle {\mathcal {D}}}، الذي يظهر في معادلة بولتزمان، وهي المعادلة التي تصف اتساع الاضطرابات في سي إم بس. تعتمد قوة الانخماد الانتشاري بشكل أساسي على المسافة التي تسافرها الفوتونات قبل أن تتشتت (طول الانتشار). ما يؤثر على طول الانتشار هو في المقام الأول خصائص البلازما المعنية: قد تختبر الأنواع المختلفة من البلازما أنواعًا مختلفة من الانخماد الانتشاري. قد يؤثر تطور البلازما أيضًا على عملية الانخماد.
{\displaystyle {\mathcal {D}}({\mathit {k}})=\int _{0}^{\eta _{0}}{\dot {\tau }}e^{-[{\mathit {k}}/{{\mathit {k}}_{\mathit {D}}(\eta )}]^{2}}\;d\eta .}
حيث:
- η هو الزمن المطابق.
- {\displaystyle {\dot {\tau }}} هو  «العمق البصري التفاضلي لتشتت تومسون». تشتت تومسون هو تشتت الإشعاع الكهرومغناطيسي (الضوء) بفعل الجسيمات المشحونة مثل الإلكترونات.[2]
- K هو عدد الموجة التي يجري تخميدها.[21]
- {\displaystyle ({\dot {\tau }}e^{-[{\mathit {k}}/{{\mathit {k}}_{\mathit {D}}(\eta )}]^{2}})} هي دالة الرؤية.[2]
- {\displaystyle {{\mathit {k}}_{\mathit {D}}}(\eta )={2\pi }/\lambda _{\mathit {D}}}

تتحول معادلة معامل التخميد {\displaystyle {\mathcal {D}}}، عندما يجري تعويضه في معادلة بولتزمان لإشعاع الخلفية الكونية الميكروي (سي إم بي)، إلى معادلة تصف اتساع الاضطرابات:
{\displaystyle [\Theta _{0}+\Psi ](\eta _{\ast })=[{\hat {\Theta }}_{0}+\Psi ](\eta _{\ast }){\mathcal {D}}({\mathit {k}}).}
حيث:
- {\displaystyle {\mathit {\eta }}_{\ast }} هو الوقت المطابق عند الانفصال.
- Θ0 هو «إحادي القطب ]اضطراب] لدالة توزيع الفوتونات».[2]
- Ψهو «]اضطراب] كمون الجاذبية في المقياس النيوتوني». المقياس النيوتوني هو كمية ذات أهمية في النسبية العامة.[2]
- [Θ0 +Ψ] (η) هي درجة الحرارة الفعالة.

تعتمد الحسابات الرياضية لعامل التخميد على مقياس الانتشار الفعال {\displaystyle {\mathit {k}}_{\mathit {D}}}، الذي يعتمد بدوره على قيمة حاسمة، ألا وهي طول الانتشار {\displaystyle \lambda _{\mathit {D}}}. يربط طول الانتشار بين مدى انتقال الفوتونات أثناء انتشارها في اتجاهات عشوائية، ويضم عددًا محدودًا من الخطوات في هذه الاتجاهات. يُعرف متوسط هذه الخطوات باسم مسار كومبتون الحر الوسطي، ويشار إليه بالرمز {\displaystyle \lambda _{\mathit {C}}}. بما أن اتجاه هذه الخطوات هو عشوائي، فإن {\displaystyle \lambda _{\mathit {D}}} يساوي تقريبًا {\displaystyle {\sqrt {\mathit {N}}}\lambda _{\mathit {C}}}، حيث {\displaystyle {\mathit {N}}} هو عدد الخطوات التي يقطعها الفوتون قبل الزمن المطابق عند الانفصال ({\displaystyle {\mathit {\eta }}_{\ast }}).
يزداد طول الانتشار عند إعادة الاندماج لأن المسار الحر الوسطي يزداد، مع انخفاض معدل تشتت الفوتونات؛ هذا يزيد من معدل الانتشار والانخماد. يزداد المسار الحر الوسطي بسبب انخفاض نسبة تأين الإلكترونات {\displaystyle {\mathit {x}}_{\mathit {e}}} أثناء ارتباط الهيدروجين والهليوم المؤينان مع الإلكترونات الحرة المشحونة. عند حدوث ذلك، يزداد متوسط المسار الحر الوسطي بشكل تناسبي: {\displaystyle \lambda _{\mathit {C}}\varpropto {({\mathit {x}}_{\mathit {e}}{\mathit {n}}_{\mathit {b}})}^{-1}}. أي أن المسار الحر الوسطي للفوتونات يتناسب عكسيًا مع نسبة تأين الإلكترونات وكثافة عدد الباريون ({\displaystyle {\mathit {n}}_{\mathit {b}}}). هذا يعني أنه كلما زاد عدد الباريونات، زاد تأينها، ونقصت المسافة التي يقطعها الفوتون قبل أن يصادف إحدى الباريونات ويتشتت. يمكن أن تؤدي التغييرات الطفيفة على هذه القيم قبل أو أثناء إعادة الاندماج إلى زيادة تأثير الانخماد بشكل كبير. يسمح هذا الاعتماد على كثافة الباريونات، عن طريق انتشار الفوتونات، للعلماء باستخدام تحاليل الأخير للتحقق من الأول، بالإضافة إلى تاريخ التأين.
يُعزز تأثير الانخماد الانتشاري بشكل كبير من خلال العرض المحدود لسطح التشتت الأخير (إس إل إس). يعني هذا العرض المحدود أن فوتونات سي إم بي التي نرصدها لم تنبعث جميعها في نفس الوقت، وأن التقلبات التي نراها ليست ذات طور واحد. هذا يعني أيضًا أنه خلال فترة إعادة الاندماج، تغير طول الانتشار بشكل كبير، أثناء تغيير نسبة التأين.